# نگین شیرتری
نگین شیرتری فومنی معروف به نگین شیرتری (زاده ۱۲ اسفند ۱۳۷۶ در رشت) یک بازیکن والیبال ایرانی است. وی عضو تیم ملی والیبال زنان ایران است. وی از خرداد ماه سال ۱۳۹۶ به مدت دو سال از کلیه فعالیت‌های رشته ورزشی والیبال محروم شده‌است.
وی در سال ۱۳۹۸ به همراه تیم ملی والیبال که در مسابقات قهرمانی آسیا ۲۰۱۹ در کره جنوبی (2019) شرکت کرد. وی پاسور است و در باشگاه توپکا سابقه بازی دارد. او در رقابت‌های انتخابی المپیک ۲۰۲۰ توکیو نیز حضور داشت.
شیرتری در ۱۷ سالگی توانست جواز حضور در تیم ملی برزگسالان والیبال زنان ایران را به‌دست‌آورد و همراه این تیم در مسابقات چلنجرکاپ آسیا به مقام پنجم رسید. همچنین وی یکی از لژیونرهای والیبال ایران محسوب می‌شود که سابقه بازی در باشگاه آوش پرتغال را دارد و اولین زن والیبالیست ایرانی محسوب می‌شود که در مسابقات چلنجرکاپ شرکت کرده‌است.